# Denier francez

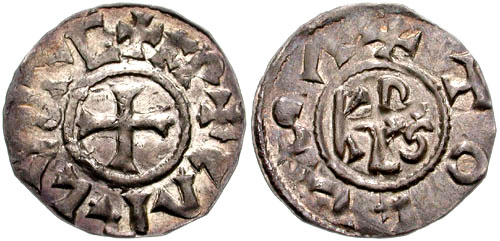
Denier emis de Carol cel Mare. AD 768–814. 21mm, 1.19 g, atelierul monetar din Toulouse.

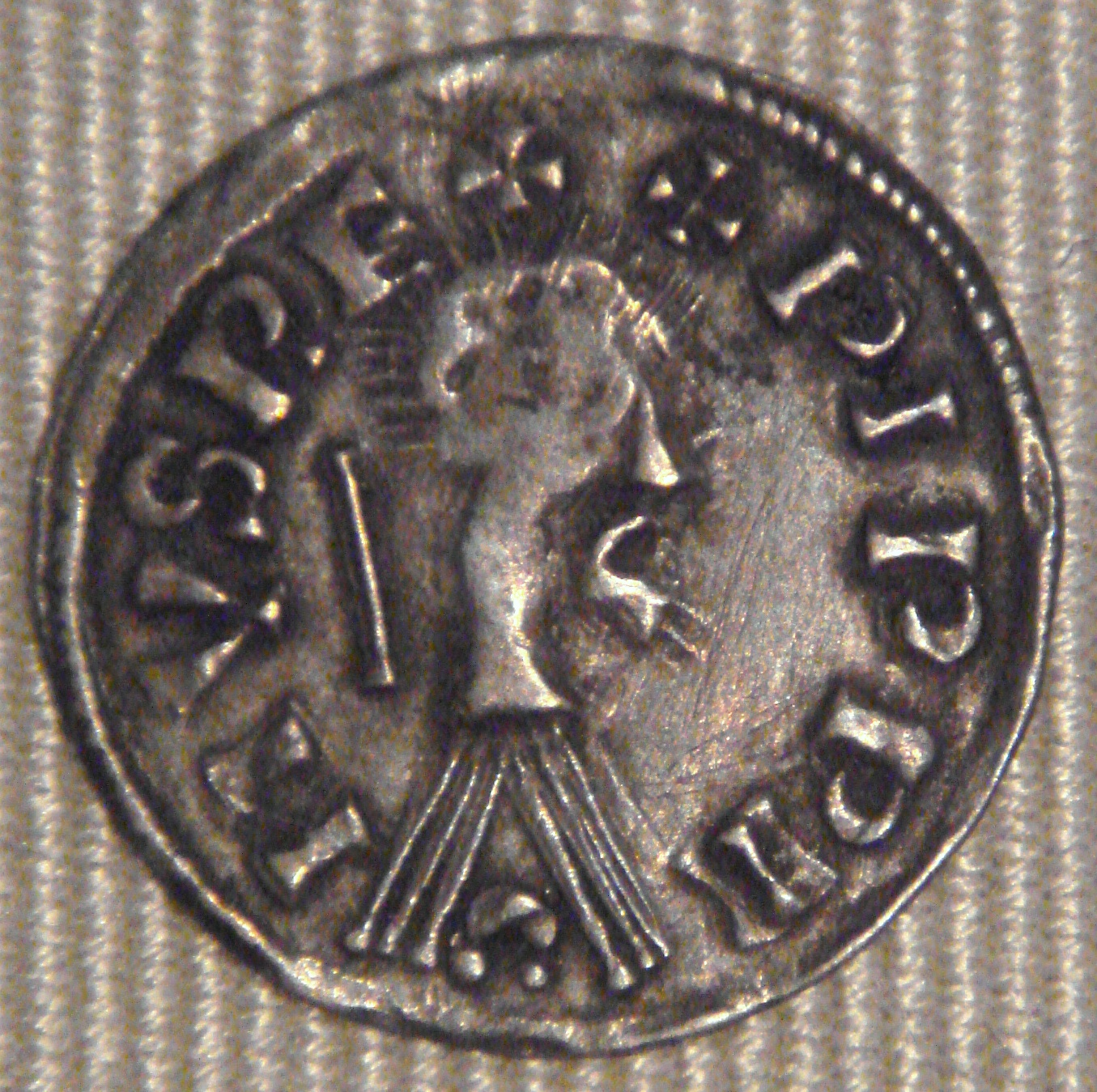
Denier emis de Pepin I al Aquitaniei 817–838.

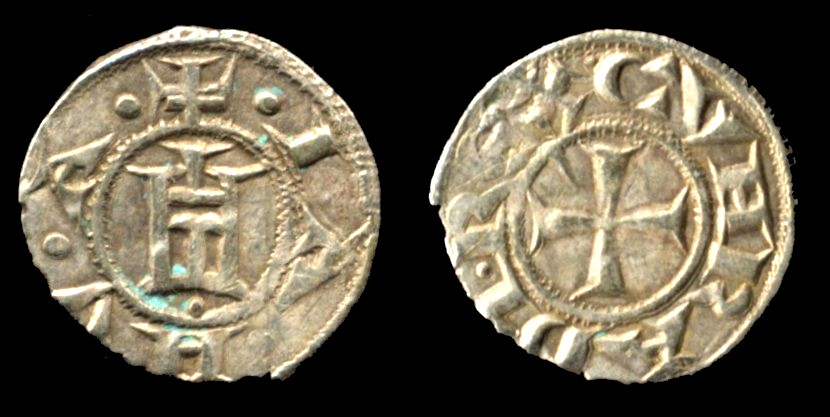
Denier emis în Republica Genova (1139–1339).

Denier (din latină: denarius) a fost o monedă medievală care își ia numele de la moneda francă emisă pentru prima dată la sfârșitul secolului al VII-lea. Apariția sa reprezintă sfârșitul monedei de aur, care, la începutul stăpânirii france, fusese fie romană (bizantină) fie „pseudo-imperială” (bătută de franci imitând moneda bizantină). Argintul va fi baza monedelor france de atunci încolo. Denierul a fost bătut în Franța și în unele părți ale Peninsulei Italice în întegul Ev Mediu, în state precum patriarhia Aquileia, Regatul Siciliei, Republica Genova, Republica Siena și statul cruciat Regatul Ierusalimului, printre altele.

## Istorie

### Monedă
În jurul anului 755 d.Hr., pe fondul reformelor carolingiene, Pepin cel Scurt a introdus un nou sistem monetar care a fost în cele din urmă ajustat astfel încât 12 denari (în franceză: deniers) să fie egal cu un solidus (în franceză: sols, apoi sous), iar 20 de solidi egal cu o livră.